# Homo heidelbergensis
Homo heidelbergensis, koji se ponekad naziva Homo rhodesiensis, izumrla je vrsta roda Homo koja je prije bar 600 000 (moguće čak i 1 300 000) godina nastanjivala Afriku, Europu i zapadnu Aziju. Živjeli su do prije 200 000 do 250 000 godina. Mozak im je bio iste veličine kao kod današnjeg Homo sapiensa. Vrlo je vjerojatno izravni predak Homo sapiensa (u Africi) i Neandertalaca (u Europi), a moguće i denisovskog čovjeka (u Centralnoj Aziji). Prvi put otkriven je blizu Heidelberga u Njemačkoj 1907. godine, a opisao ga je i imenovao Otto Schoetensack.

## Morfologija i interpretacije
I Homo antecessor i H. heidelbergensis su vjerojatno potekli od morfološki vrlo sličnog Homo ergastera koji je nastanjivao čki kontinent. Pošto je H. heidelbergensis imao veći moždani kapacitet, s prosječnim obujmom od 1100 do 1400 cm³ u odnosu na 1350 cm³ kod današnjih ljudi, kao i napredniji alat i ponašanje, klasificira se ga u zasebnu vrstu. Mužjaci su imali prosječnu visinu od oko 1,75 m i težinu od 62 kg. Prosječna visina ženki iznosila je 1,57 m, a težina 51 kg. Rekonstrukcija 27 potpunih kostiju udova ljudi iz Atapuerce (Burgos, Španjolska) pomogla je u određivanju visine H. heidelbergensisa u odnosu na Homo neanderthalensisa; zaključeno je da je većina H. heidelbergensisa u prosjeku imala visinu od 170 cm, samo neznatno višu od Neandertalaca. Prema Lee R. Bergeru brojni ostaci kostiju ukazuju na to da su neke populacije heidelbergensisa bile "divovi", vrlo često preko 2,13 m visine, te nastanjivale Južnu Afriku prije 500 000 i 300 000 godina.

### Društveno ponašanje
Nedavno otkriće 28 ljudskih kostura u jarku na arheološkom nalazištu Atapuerca (Španjolska) ukazuju na to da je H. heidelbergensis možda bio prva vrsta roda Homo koja je pokapala preminule.
Steven Mithen vjeruje da je H. heidelbergensis, kao i njegov potomak H. neanderthalensis, ovladao predjezični sustav komunikacije. Nije otkriven bilo kakav oblik umjetnosti ili složenih artefakata osim kamenih alata, iako je crveni oker, mineral koji se može koristiti za stvaranje crvenog pigmenta za bojenje, pronađen u iskopinama Terra Amata na jugu Francuske.

### Jezik
Morfologija vanjskog i unutarnjeg uha ukazuje na to da su imali slušnu osjetljivost sličnu onoj kod današnjih ljudi i sasvim drugačiju od one kod čimpanzi. Vjerojatno su bili u stanju diferencirati mnoge različite zvukove. Analiza istrošenosti zuba ukazuje na to da su imali jednaku vjerojatnost biti desnoruki kao i današnji ljudi.
H. heidelbergensis bio je blizak srodnik (najvjerojatnije migracijski potomak) Homo ergastera. Smatra se da je H. ergaster bio prvi hominid koji je vokalizirao, te da je s razvojem H. heidelbergensisa slijedila i razvijenija kultura.

### Dokazi lova
Kameni alat star 500 000 godina korišten za lov pronađen je na nalazištu Kathu Pan 1 u Južnoj Africi, a testiran je replikacijom trošnje korištenjem. To bi moglo značiti da su današnji ljudi i Neandertalci naslijedili koplje s kamenim vrhom, a ne da su ga neovisno razvili.

## Divergentna evolucija
Zbog širenja H. heidelbergensisa iz Afrike u Europu te dvije populacije ostale su većinski izolirane za vrijeme stadija Wolstonija i stadija Ipswichija, posljednjih u nizu produženih glacijalnih perioda u kvartaru. Neandertalci su se vjerojatno odvojili od H. heidelbergensisa prije nekih 300 000 godina u Europi tijekom stadija Wolstonija; H. sapiens se vjerojatno odvojio prije 200 000 i 100 000 godina u Africi. Fosili poput lubanje iz Atapuerce i lubanje iz Kabwea predstavljaju dvije različite grane potekle od H. heidelbergensisa.
Homo neanderthalensis je zadržao većinu osobina H. heidelbergensisa nakon svog procesa divergentne evolucije. Iako rasom niži, neandertalci su bili teže građeni, imali velike čeone grebene, malo izbočeno lice i nisu imali istaknutu bradu. S gotovo identičnim kranijalnim kapacitetom kao i Kromanjonci, imali su i veći mozak od svih ostalih hominida. Homo sapiens, s druge strane, ima najmanje čeone grebene od svih poznatih hominida, viši je i lakše građen, te ima ravno lice i istaknutu bradu. H. sapiens u prosjeku ima veći mozak od H. heidelbergensisa i manji od H. neanderthalensisa. Do danas je H. sapiens jedini poznati hominid s visokim čelom, ravnim licem i tankim i ravnim čeonim grebenima.
Neki vjeruju da je H. heidelbergensis odvojena vrsta, dok drugi smatraju da je kladistički predak drugih vrsta roda Homo ponekada neodgovarajuće povezanih s odvojenim vrstama po pitanju populacijske genetike.
Među scenarije preživljavanja spadaju:
- H. heidelbergensis > H. neanderthalensis
- H. heidelbergensis > H. rhodesiensis > H. sapiens idaltu > H. sapiens sapiens

## Otkriće
Prvi otkriveni fosil te vrste pronađen je 21. rujna 1907. godine u Maueru u Njemačkoj kada je jedan od radnika, Daniel Hartmann, uočio čeljust u pješčanoj jami. Ta čeljust (Mauer 1) bila je u dobrom stanju osim nedostajućih pretkutnjaka, koji su kasnije pronađeni u blizini. Radnik je predao primjerak profesoru Ottu Schoetensacku, koji ga je identificirao i dao naziv fosilu.
Sljedeći primjerci H. heidelbergensisa pronađeni su u Steinheim an der Murru u Njemačkoj (lubanja iz Steinheima, 350 000 godina starosti); Aragu u Francuskoj (Arago 21); špilji Petralona u Grčkoj; fosilne stope Ciampate del Diavolo u Italiji; Daliju u Jinniushanu i u Mabi u Kini. Između 1925. i 1926. Francis Turville-Petre otkrio je "Galilee lubanju" u Mugharet el-Zuttiyehu (Špilji pljačkaša) u Izraelu, što je bio prvi fosil drevnog hominida pronađen u Zapadnoj Aziji.

### Čovjek iz Boxgrovea
Britanski znanstvenici pronašli su 1994. na nalazištu kamenolom Boxgrove, nekoliko kilometara od La Manchea, goljeničnu kost hominina. Ta nepotpuna nožna kost stara je između 478 000 i 524 000 godina. Nekoliko zuba H. heidelbergensisa također je pronađeno na istom lokalitetu tijekom sljedećih sezona. H. heidelbergensis bio je rana protoljudska vrsta koja je u to vrijeme nastanjivala Francusku i Veliku Britaniju, i jedna i druga bile su u toj epohi povezane velikom kopnenom masom.
Goljeničnu kost je oštetio veliki mesojed, što vjerojatno ukazuje na to da je tu jedinku ubio lav ili vuk ili da je njeno mrtvo tijelo pronašao neki lešinar.

### Sima de los Huesos
Počevši 1992. godine, jedan španjolski tim locirao je više od 5500 ljudskih kostiju starosti bar 350 000 godina u nalazištu Sima de los Huesos u Sierra de Atapuerca na sjeveru Španjolske. Jama sadrži fosile vjerojatno 32 jedinki, zajedno s ostacima medvjeda Ursus deningeri i drugih mesojeda, te ručni sjekač nazvan Excalibur. Pretpostavlja se da je taj ašelejenski ručni sjekač načinjen od crvenog kvarcita neka vrsta ritualnog žrtvenog dara ostavljenog tijekom pokopa. Ako je to istina, on bi predstavljao najstariji trag pogrebnog običaja. Devedeset posto poznatih ostataka H. heidelbergensisa pronađeni su na tom nalazištu. U toj jami pronađeni su:
- Potpuna lubanja (lubanja 5), nazvana Miguelón, i fragmenti ostalih lubanja, kao što je lubanja 4, nazvana Agamenón i lubanja 6, nazvana Rui (od El Cida, lokalnog heroja).
- Potpuna zdjelica (zdjelica 1), nazvana Elvis, u spomen Elvisu Presleyju.
- Čeljust, zubi i mnoge postkranijalne kosti (bedrene kosti, kosti ruke i stopala, kralješci, rebra itd.)

Obližnja nalazišta sadrže jedine poznate i kontroverzne ostatke Homo antecessora.
U tijku je diskusija o tome da li su ostaci u Sima de los Huesos ostaci H. heidelbergensisa ili ranog H. neanderthalensisa.

### Suffolk, Engleska
U liticama kod Pakefielda blizu Lowestofta u Suffolku 2005. godine pronađen je kremeni alat i zubi vodenog štakora vrste Mimomys savini, koji je ključna vrsta za datiranje. To ukazuje na to da su hominini u Engleskoj stari nekih 700 000 godina i moguće je da su mješanci H. antecessora i H. heidelbergensisa.

### Schöningen, Njemačka
Koplja iz Schöningena su osam drvenih kopalja za bacanje iz paleolitika koja su otkrivena između 1994. i 1998. godine, pod ravnanjem dr. Hartmuta Thiemea, u otvorenom rudniku lignita kod Schöningena, u okrugu Helmstedt (Njemačka), zajedno s oko 16 000 životinjskih kostiju. Stara više od 300 000 godina, ona predstavljaju najstarija potpuno očuvana oružja za lov i smatraju se prvim tragom aktivnog lova kod H. heidelbergensisa. Ta otkrića trajno su izmijenila sliku kulturološkog i socijalnog razvoja ranog čovjeka.

## Vanjske poveznice
- Homo heidelbergensis – Program o čovjekovom podrijetlu Instituta Smithsonian, pristupljeno 22. svibnja 2014.